# Papamosques de Dàuria
El papamosques de Dàuria o papamosques bru (Muscicapa dauurica) és una espècie d'ocell de la família dels muscicàpids (Muscicapidae) que cria en zones boscoses, sovint a prop de l'aigua, al turons meridionals de l'Himàlaia, sud de Sibèria, Mongòlia, nord-est de la Xina, Corea, Sakhalín i Japó, i passa l'hivern a l'Índia, Sri Lanka i Sud-est asiàtic. El seu estat de conservació es considera de risc mínim.